# كينيث هويل
كينيث هويل، (بالإنجليزية: Kenneth Howell)‏ هو ممثل أمريكي، ولد في 21 فبراير 1913، وتوفي في 28 سبتمبر 1966.

## وصلات خارجية
- كينيث هويل على موقع IMDb (الإنجليزية)
- كينيث هويل على موقع أول موفي (الإنجليزية)
- كينيث هويل على موقع قاعدة بيانات الأفلام السويدية (السويدية)
- كينيث هويل على موقع قاعدة بيانات الفيلم (الإنجليزية)
- كينيث هويل على موقع كينوبويسك (الروسية)